# Enough Is Enough
Enough Is Enough è un singolo di Post Malone, pubblicato l'8 settembre 2023 come quarto estratto dall'album in studio Austin dalla Republic Records.

## Descrizione
Il brano musicale è autobiografico, narrando i problemi di dipendenza da alcool vissuti dall'artista. Clayton Purdom del settimanale Rolling Stone ha definito il ritornello di questo brano musicale figlio dello stile dei Toto.

## Tracce
Testi e musiche di Austin Post, Rami Yacoub, Louis Bell, Billy Walsh.
1. Enough Is Enough – 2:45

## Classifiche
| Classifica (2023) | Posizione massima |
| ----------------- | ----------------- |
| Canada            | 52                |
| Irlanda           | 57                |
| Norvegia          | 20                |
| Paesi Bassi       | 95                |
| Portogallo        | 168               |
| Regno Unito       | 52                |
| Stati Uniti       | 56                |
| Svezia            | 36                |